# NGC 7557
NGC 7557 في الفهرس العام الجديد، هي مجرة، تقع في كوكبة الحوت. اكتشفت في 16 سبتمبر 1852 بواسطة ويليام بارسونز.

## روابط خارجية
- NGC 7557 على موقع ويكي سكاي: DSS2, SDSS, GALEX, IRAS, Hydrogen α, X-Ray, Astrophoto, Sky Map, Articles and images